# Global Research Identifier Database
Global Research Identifier Database (GRID) is een open toegankelijke dataset over instituten wereldwijd die betrokken zijn bij onderzoek.
Van elk instituut in de dataset is een bijhorend adres, vaak nog aangevuld met type, geo-coördinaten, website en Wikipedia pagina.
Er zijn allerlei naamvarianten van instituten te vinden.
De dataset met ruim 63.000 entries is in RDF vorm als Linked data beschikbaar en hierdoor met andere data te koppelen. Op 12 juli 2021 werd bekend dat de laatste verise van GRID in het vierde kwartaal van 2021 zal verschijnen. Eigenaar Digital Science heeft besloten de database af te sluiten ten gunste van ROR als leidende open organisatie-identifier.

## Voorbeeld
KNMI in De Bilt wordt aangeduid met grid.ac/institutes/grid.8653.8